# 石川特殊特急製本
石川特殊特急製本株式会社(いしかわとくしゅとっきゅうせいほん)は、日本の印刷会社。1948年創業、1971年法人格取得。

## 概要
本社は大阪府大阪市中央区にあり、全国に8支店を置く。
創業当時より、設計図面の製本を主業としており、建築関係の特殊製本の分野ではトップメーカーである。超厚物の製本をはじめ、あらゆるジャンルの製本を手掛け、印刷会社から敬遠される1冊からの極小ロットであっても受け付けている。近年では、プリンタを使ったオンデマンド印刷にも重点を置いている。また、活版印刷にも力を入れている。ISO14001を認証取得しており、プライバシーマークや、MIDセンターのみISO 27001も認証取得している。
福岡複写産業組合では監事を担当しており、近畿複写産業協同組合の会員でもある。また、大阪府印刷工業組合に加盟している。そのほかの加盟団体として、JaGra、JIIMA（維持会員）などがある。

### 主な事業と製品
- 製本 - 特殊製本、書籍製本、中綴、無線綴、帳票製本、リング製本、カタログ、ファイルなど[2]。
- 印刷 - オンデマンド印刷、軽印刷、オフセット印刷、バリアブル印刷、CTP印刷、活版印刷、フォーム印刷、シルク印刷など[2]。
- デジタルファイリング - データベース、ホームページ、PDF変換、CAD出力、CDプレス、マイクロフィルム、デジタルファイリングなど[2]。

その他、企画制作、Tシャツプリント、絵本、アルバム、論文製本、自費出版など。

### 社外からの評価
- 2009年9月 - 社団法人日本グラフィックサービス工業会 2009年度（平成21年度）ジャグラ作品展 技術優秀認定証[14]
- 2018年8月 - 一般社団法人日本印刷産業連合会 平成29年度（2017年度）第16回印刷産業環境優良工場 日本印刷産業連合会 奨励賞[15]

## 沿革
会社沿革より。
- 1948年3月 - 大阪市南区谷町（現：中央区）にて創業
- 1957年7月 - 大阪市東区釣鐘町（現：中央区）にて石川印刷紙工社発足
- 1960年3月 - 大阪市旭区森小路にて書籍部工場新設しサイエンスバインダリーとして営業を開始
- 1968年1月 - 石川印刷紙工社とサイエンスバインダリーを合併し石川特殊特急製本へと社名を変更
- 1971年12月 - 法人組織に改組し石川特殊特急製本株式会社へと社名を変更
- 1997年5月 - 本社新社屋竣工
- 2000年7月 - 各営業部にてISO 9001認証取得
- 2001年3月 - ISO 14001認証取得
- 2004年12月 - プライバシーマーク認証取得
- 2011年
  - 5月 - MIDセンター新築竣工
  - 12月 - 株式会社イシカワと合併
  - 12月 - MIDセンターがISO 27001認証取得

## いしポン
2014年、東京国際ブックフェア出典時にマスコットキャラクターとして初めて登場した。その後、部長をチームリーダーとして若手女性3人を中心に活動し、営業・マーケティングツールとして活用され、2016年には社長をモデルとしたLINEスタンプとして新生。容姿としてはコーポレートカラーである緑色を基本にした丸々とした体型で、頭に本を乗せ、背中にはジャバラ折りの紙の羽根が生えている。

## 関連会社
- 神戸カムテクノ株式会社[2]

## 不祥事
2011年12月13日、指定暴力団山口組弘道会系組織の運営するヤミ券売り場と知りながら納品し、不当な利益を与えたとして、大阪府警捜査4課によって大阪府暴力団排除措置要綱に基づき、1年間、公共事業から除外するように府や市に通報した。その後、大阪府より京都市に本件の情報が提供された。事実確認のため、京都府警に照会し、「京都市の契約事務からの暴力団等の排除に関する覚書」に該当する内容の回答であったため、競争入札参加資格が取り消されている。